# Amauronematus longicauda
Amauronematus longicauda är en stekelart som först beskrevs av Hellén 1948.  Amauronematus longicauda ingår i släktet Amauronematus, och familjen bladsteklar. Arten är reproducerande i Sverige.